# Peter Millowitsch

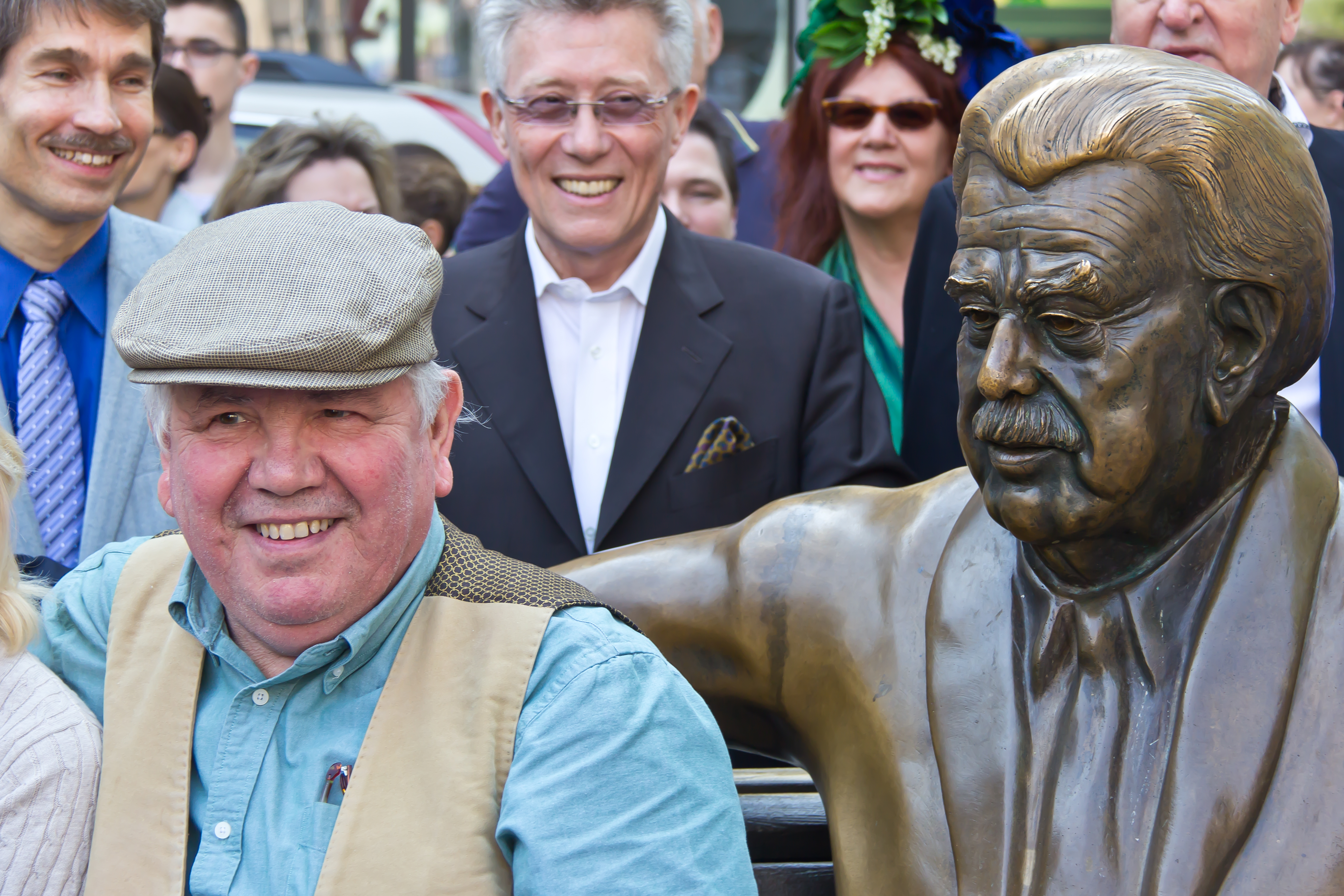
Peter Millowitsch auf der Bank des Willy-Millowitsch-Denkmals, 2014

Peter Millowitsch (* 1. Februar 1949 in Köln) ist ein deutscher Volksschauspieler, Bühnenautor und ehemaliger Leiter des privaten Kölner Millowitsch-Theaters.

## Biografie
Der Sohn des Kölner Volksschauspielers und Theaterunternehmers Willy Millowitsch (1909–1999) und dessen Ehefrau Gerda Millowitsch (1922–2004), Neffe der Volksschauspielerin und Theaterleiterin Lucy Millowitsch (1905–1990), Enkel des Schauspielers und Theaterleiters Peter Wilhelm Millowitsch (1880–1945), Großneffe der Schauspielerin und Sängerin Cordy Millowitsch (1890–1977) und älterer Bruder der Schauspielerin Mariele Millowitsch (* 1955), übernahm bereits im Alter von acht Jahren seine erste Rolle am familieneigenen Millowitsch-Theater. Nach dem Abitur besuchte er in Hamburg eine Schauspielschule.
In den 1970er Jahren spielte er in Filmkomödien mit Roy Black (Grün ist die Heide, 1972; Alter Kahn und junge Liebe, 1973; Schwarzwaldfahrt aus Liebeskummer, 1974) und Rex Gildo (Unsere Tante ist das Letzte, 1973), aber auch in sozialkritischen Fernsehspielen, wie 1973 unter der Regie von Herbert Ballmann in Stationen, 1975 in Die Stadt im Tal  von Wolfgang Petersen und 1978 in einer Folge der ARD-Abenteuerserie Auf Achse. Von 1975 bis 1977 moderierte er die ZDF-Kindersendung Kli-Kla-Klawitter als Nachfolger von Wolfgang Jansen.
Seit den 1980er Jahren trat er u. a. in den Familienserien Im schönsten Bilsengrunde (1980), Forstinspektor Buchholz (1989), Heidi und Erni (1990), Die Anrheiner (1998) und Nesthocker – Familie zu verschenken (1999) auf. Außerdem war er in Gastrollen in zahlreichen Kriminalserien zu sehen, z. B. in der europäischen Koproduktion Eurocops (1990), den RTL-Produktionen Die Wache (1994) und SK-Babies (1996), in der Sat.1-Serie SK Kölsch (1999), der ZDF-Polizeireihe Zwei Profis (2002) und immer wieder in Folgen des ARD-Tatorts oder auch 1991 in der Folge Dienstvergehen der Serie Kommissar Klefisch an der Seite seines Vaters, der als pensionierter Kommissar Hermann-Josef Klefisch in Köln ermittelte. 1978 sah man Vater und Sohn Millowitsch auch gemeinsam in der Komödie Das Geld liegt auf der Bank von Curth Flatow auf dem TV-Bildschirm.
Von 1993 bis 1996 leitete Peter Millowitsch die Kölner Traditionsbühne als gleichberechtigter Geschäftspartner seines Vaters. 1996/1997 wurde er alleiniger Geschäftsführer und Direktor und setzte u. a. mit der Slapstickkomödie Wo laufen sie denn? von Philip King neue Akzente. Zu Auseinandersetzungen mit seinem Vater über eine neue Ausrichtung des Hauses äußerte er: „Vor allen Meinungsverschiedenheiten und Querelen, die es zwischen uns gibt, achte ich die Leistungen meines Vaters, dem es verständlicherweise sehr schwer gefallen ist, das Zepter nach so langen Jahren aus der Hand zu geben.“ Im Millowitsch-Theater spielte der Theaterunternehmer auch ernste Rollen und führte Stücke auf, die nicht zum gängigen Bild einer volkstümlichen Bühne passen.

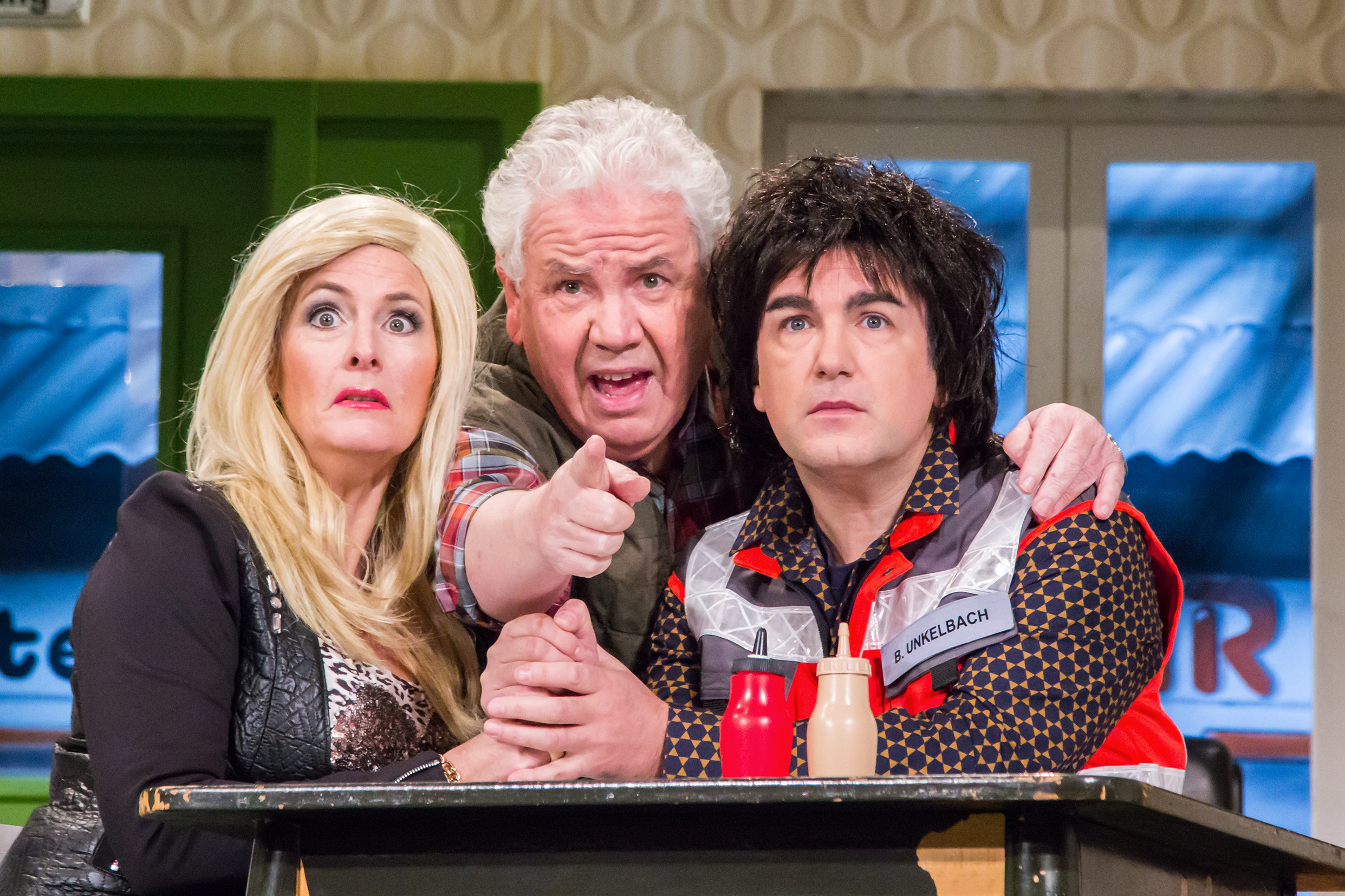
Millowitsch im Spiel mit Ariana Weil und Robert Sertic in Käsch in de Täsch, 2015

Im Unterschied zu seinem Vater und in Anlehnung an seinen Großvater und seine Tante Lucy schrieb Peter Millowitsch auch selbst Theaterstücke. Gemeinsam mit Barbara Schöller verfasste er z. B. den Schwank Liebesgrüße aus Nippes (1993), das musikalische Volksstück Der König vom Friesenplatz (1998) sowie die Komödien Ufos üvverm Aldermaat (2000), Klüngel bei Klettenbergs (2001), Et kütt wie et Kütt (2002), Saionara Tante Klara (2003), Taxi nach Ehrenfeld (2004), Einmol Prinz zo sin… (2005) und D´r Papst kütt (2006) sowie Man kennt sich, man hilft sich (2008), Wenn im Puff dat Licht ausjeht (2009), Bauer braucht Sau (2010), Für eine Handvoll Flönz (2011), Tanzmariechen XXL (2012), Dat nennt man Camping (2013), Annemie ich kann nit mieh (2014). Im Oktober 2015 brachte das Autorenduo den Schwank Käsch in de Täsch auf die Bühne des Volkstheaters Millowitsch.
Seit den späten 1990er Jahren arbeitet er auch als Drehbuchautor. So schrieb er die Episoden eines Geburtstagsspecials zu Ehren seines Vaters, zusammen mit Jochen Busse und Barbara Schöller einige Folgen der WDR-Sitcom Und im Keller gärt es (1998) und mit seiner Co-Autorin einige Fernsehverfilmungen der eigenen Bühnenstücke, darunter Et kütt wie et kütt (2003).
Er ist seit 1981 mit der Schauspielerin Barbie Millowitsch-Steinhaus verheiratet. Millowitsch ist Motorsportfan und fährt im eigenen Rennwagen im Deutschen Langstreckenpokal.

## Hörspiele
- 1961: Fritz Monreal:[3] Duvejecke vum Kreegmaat: E Stöckelche us dähm ahle Kölle. Rheinisches Hörspiel – Regie: Heinz Dieter Köhler
- 1976: Hans Brodesser:[4] Nor ne Probealarm. Kölscher Krimi – Regie: Leopold Reinecke
- 1977: Helmut Harun: Die armen, armen Mädchen – Regie: Leopold Reinecke
- 1981: Theo Rausch: Uns leev Tant Blömche oder Han se allt jeerv? – Regie: Leopold Reinecke
- 1984: Hans Brodesser: Minus Minus jitt Plus oder Dat Dinge med däm Koppfschoss – Regie: Heribert Malchers
- 1989: Alice Herrwegen: Erdstrohle – Regie: Ulf Becker